# Te cunosc de undeva! (Sezonul 18)

Sezonul 18 al emisiunii de divertisment Te cunosc de undeva! a debutat la Antena 1 pe 10 septembrie 2022.
Emisiunea este prezentată de Alina Pușcaș și Pepe.
Juriul este format din Andreea Bălan, Ozana Barabancea, Aurelian Temișan și Cristian Iacob.

## Format
Emisiunea constă în provocarea unor celebrități de a interpreta diferiți artiști muzicali săptămânal, aleși de către o "ruletă". Artiștii sunt apoi notați de către juriu.
Fiecare cuplu "se transformă" în alt artist în fiecare săptămână și interpretează o piesă muzicală, de asemenea acesta trebuie să și interpreteze dansul artistului respectiv. "Ruleta" poate să aleagă orice artist tânăr sau bătrân sau chiar un artist de sex opus sau decedat. Nou in acest sezon este faptul ca fiecare jurat va putea acorda, o singură dată pe sezon, un bonus de 100 de puncte unui cuplu, bonus care poate produce schimbări drastice în clasament.
O alta premieră în acest sezon : la momentul extragerii următoarei melodii, un cuplu va putea primi doar un semn de întrebare pe led-urile din platou și un sunet distorsionat. Aceștia vor afla piesa misterioasă abia în repetițile ediției următoare.

## Cupluri de vedete
- Connect-R & Shift
- Feli & Nicolai Tand
- Jo & Liviu Teodorescu
- Eliza & Cosmin Natanticu
- Emilian & Andrei Ursu
- Rona Hartner & Johny Romano
- Sore & Emma de la ZU
- Emi & Cuza

## Interpretări
Legendă:
     Câștigător
| Concurent                      | Ediția 1                   | Ediția 2                  | Ediția 3                            | Ediția 4                      | Ediția 5                          | Ediția 6                        | Ediția 7                         | Ediția 8                 |
| ------------------------------ | -------------------------- | ------------------------- | ----------------------------------- | ----------------------------- | --------------------------------- | ------------------------------- | -------------------------------- | ------------------------ |
| Andrei Ursu & Emilian          | Queen                      | Lou Bega                  | Beyoncé                             | Scorpions                     | Zdob și Zdub                      | Pikotaro                        | Enrique Iglesias & Gente de Zona | Lady Gaga                |
| Connect-R & Shift              | Daddy Yankee & Snow        | James Brown               | Liviu Vasilică                      | Weather Girls                 | Robbie Williams                   | Shaggy & Rayvon                 | Bruno Mars                       | Bob Marley               |
| Eliza & Cosmin Natanticu       | Dan Ciotoi                 | Cardi B & J Balvin        | Amanda Lear                         | Delia & Macanache             | Daniela Condurache & Ionuț Galani | Kiss                            | Village people                   | Jennifer Lopez & Pitbull |
| Feli & Nicolai Tand            | Jay-Z & Alicia Keys        | AMI & Grasu XXL           | Hélène Ségara & Joe Dassin          | Nelu Vlad                     | Roxette                           | The Blues Brothers              | Milli Vanilli                    | Mioara Velicu            |
| Emi & Cuza                     | Conchita Wurst             | Hussain Al Jassmi         | Spitalul de Urgență                 | Tina Turner & Eros Ramazzotti | Connect-R & Shift                 | Robin Thicke & Pharrell         | Anda Adam & Alex Velea           | Little Richard           |
| Jo & Liviu Teodorescu          | Nicki Minaj & Jason Derulo | Pindu & Lora              | Luis Fonsi & Demi Lovato            | Sean Paul & Dua Lipa          | Carmen Miranda                    | Costi Ioniță & Adrian Minune    | P!nk & Nate Ruess                | Ricchi E Poveri          |
| Sore Mihalache & Emma de la ZU | André                      | En Vogue                  | Run-DMC & Aerosmith                 | ABBA                          | Outkast                           | Britney Spears                  | Laura Stoica                     | Bee Gees                 |
| Rona Hartner & Johny Romano    | Amy Winehouse              | Cher & Sonny              | Eminem & Rihanna                    | Khaled                        | Ed Sheeran                        | Cornelia Catanga                | Julio Iglesias                   | La Familia               |
|                                |                            |                           |                                     |                               |                                   |                                 |                                  |                          |
| Concurent                      | Ediția 9                   | Ediția 10                 | Ediția 11                           | Ediția 12                     | Ediția 13                         | Ediția 14                       | FINALA                           |                          |
| Andrei Ursu & Emilian          | Tudor Gheorghe             | Amr Diab                  | Whitney Houston                     | Sam Smith                     | Europe                            | Mika                            | Disturbed                        |                          |
| Connect-R & Shift              | Annie Lennox               | Timpuri Noi               | Antonio Banderas                    | Caterina Valente              | Smiley & Uzzi                     | Prince                          | Puff Daddy & Sting               |                          |
| Eliza & Cosmin Natanticu       | Dan Spătaru                | Raffaella Carrà           | Liza Minnelli & Joel Grey           | Fuego & Lidia Buble           | Baccara                           | Pussycat Dolls & Busta Rhymes   | Goran Bregović                   |                          |
| Feli & Nicolai Tand            | Aqua                       | Tom Jones                 | Bosquito                            | Verka Serduchka               | Loli Phabay                       | Robbie Williams & Nicole Kidman | O-Zone                           |                          |
| Emi & Cuza                     | Rammstein                  | Luis Fonsi & Daddy Yankee | Aurelian Temișan                    | Elvis Presley                 | Wes                               | Andrea Bocelli & Hélène Ségara  | Hozier                           |                          |
| Jo & Liviu Teodorescu          | The Pointer Sisters        | Toy-Box                   | Aura Urziceanu & Aurelian Andreescu | Gotye & Kimbra                | U2 & Mary J. Blige                | Michael Jackson & Janet Jackson | Aerosmith                        |                          |
| Sore Mihalache & Emma de la ZU | Iggy Azalea & Rita Ora     | Vali Vijelie              | Shakira & Alejandro Sanz            | Tarkan                        | Katy Perry                        | Loredana Groza                  | Lady Marmalade                   |                          |
| Rona Hartner & Johny Romano    | Meghan Trainor             | Earth, Wind & Fire        | Evanescence                         | Joe Cocker                    | Al Bano & Romina Power            | Cyndi Lauper                    | Modern Talking                   |                          |

## Scor total
Legenda
Numere roșii indică concurentul care a obținut cel mai mic scor.
Numere verzi indică concurentul care a obținut cel mai mare scor.
     indică concurentul care a părăsit competiția.
     indică concurentul câștigător.
     indică concurentul de pe locul 2.
     indică concurentul de pe locul 3.
| Concurent             | Cel mai mic scor inclusiv finala | Cel mai mare scor inclusiv finala | 1  | 2  | 3   | 4  | 5  | 6   | 7  | 8   | 9   | 10 | 11 | 12 | 13 | 14 | Public | locuri | Total (1-14) | Finala | Locuri |
| --------------------- | -------------------------------- | --------------------------------- | -- | -- | --- | -- | -- | --- | -- | --- | --- | -- | -- | -- | -- | -- | ------ | ------ | ------------ | ------ | ------ |
| Andrei Ursu & Emilian | 28                               | 72                                | 72 | 42 | 28  | 34 | 39 | 45  | 41 | 52  | 35  | 41 | 44 | 55 | 46 | 49 | 269    | 3      | 897          | 368    | 1      |
| Connect-R & Shift     | 26                               | 152                               | 33 | 35 | 34  | 50 | 26 | 51  | 51 | 152 | 32  | 36 | 32 | 39 | 45 | 66 | 332    | 2      | 1009         | 342    | 3      |
| Eliza & Cosmin        | 21                               | 82                                | 21 | 73 | 27  | 47 | 24 | 46  | 30 | 49  | 27  | 43 | 82 | 24 | 24 | 35 | 239    | 6      | 791          | ―      | ―      |
| Feli & Nicolai        | 20                               | 153                               | 32 | 33 | 32  | 28 | 34 | 153 | 36 | 20  | 32  | 26 | 21 | 27 | 29 | 29 | 235    | 7      | 767          | ―      | ―      |
| Emi & Cuza            | 25                               | 155                               | 31 | 43 | 27  | 63 | 49 | 29  | 25 | 44  | 155 | 31 | 31 | 35 | 32 | 37 | 253    | 4      | 885          | 322    | 4      |
| Jo & Liviu            | 29                               | 74                                | 41 | 29 | 60  | 38 | 72 | 30  | 42 | 31  | 43  | 74 | 37 | 45 | 55 | -  | -      | 1      | FINALIȘTI    | 350    | 2      |
| Sore & Emma           | 21                               | 67                                | 49 | 36 | 67  | 31 | 42 | 34  | 66 | 39  | 56  | 21 | 35 | 33 | 47 | 28 | 265    | 5      | 849          | ―      | ―      |
| Rona & Johny          | 20                               | 137                               | 33 | 21 | 137 | 21 | 26 | 24  | 21 | 25  | 32  | 40 | 30 | 54 | 34 | 20 | 219    | 8      | 737          | ―      | ―      |

De menționat: Jo & Liviu Teodorescu au fost singura pereche care a câștigat 3 ediții, intrând direct în finală. Aceștia nu au mai fost punctați în semifinală de către juriu, public sau de ceilalți concurenți.